# 雅尔穆克战役
雅尔穆克战役（Battle of Yarmouk），或称雅穆克战役、耶尔穆克战役，是拜占庭帝国军队与正统哈里发国的穆斯林军队进行的一场战役。这场战役于636年8月在太巴列湖以东，今日的叙利亚、以色列、约旦三国边界附近的雅尔穆克河谷附近进行，一共持续了六天。最终穆斯林获得了全面胜利，这也宣告了拜占庭在叙利亚的统治的结束。雅尔穆克战役被认为是军事史上影响深远的战役，它是穆罕默德死后穆斯林征服取得的第一次关键胜利，也开启了黎凡特地区（即今日的叙利亚、巴勒斯坦和约旦）迅速伊斯兰化的进程。
为了阻止阿拉伯人的前进，夺回失去的领土，拜占庭皇帝希拉克略于636年5月向黎凡特派遣了一支大规模的军队。随着拜占庭军队的逼近，阿拉伯人从已占领的大马士革等地撤退，在靠近阿拉伯半岛的雅尔穆克平原上重新集结了所有部队，并得到了增援，最终击败了数量占优势的拜占庭军队。这场战役也是阿拉伯将领“真主之剑”哈立德·本·瓦利德所取得的最大军事胜利，成就了他作为伟大战术家和杰出骑兵指挥官的声誉。

## 背景
610年，正当拜占庭帝国与萨珊波斯苦战时，时任拜占庭帝国阿非利加总督的老希拉克略在阿非利加发起叛乱，成功推翻福卡斯皇帝，他的同名儿子希拉克略登上帝位。同时，萨珊波斯趁拜占庭内乱，征服了美索不达米亚、叙利亚，攻入安纳托利亚，兵锋直抵凯撒利亚·马扎卡（今土耳其开塞利）。612年，希拉克略设法将波斯人赶出了安纳托利亚，但613年又在叙利亚被击败。接下来的十年中，波斯人征服了巴勒斯坦和埃及，希拉克略则在为反攻积蓄力量，重建了一支有战斗力的军队。
622年，希拉克略终于发起了攻势，先是在高加索和亚美尼亚大胜波斯人，627年冬季，又攻入美索不达米亚，在尼尼微战役中取得了决定性胜利，兵锋直指波斯首都泰西封。这一系列失败使波斯皇帝霍斯劳二世名誉尽失，其子喀瓦德二世将其杀害。喀瓦德二世立即向希拉克略求和，同意从所占的拜占庭领土撤军。希拉克略于629年举行了大型仪式，将被波斯人抢走的真十字架迎回耶路撒冷。
同时期的阿拉伯半岛上，先知穆罕默德正宣扬伊斯兰教，并于630年成功地控制阿拉伯的大部分地区。穆罕默德去世后，阿布·伯克尔被选为哈里发。一些部落在穆圣死后叛乱，在632-633的里达战争中，哈里发击败了反叛者，以伊斯兰教的旗帜，团结了整个阿拉伯半岛。

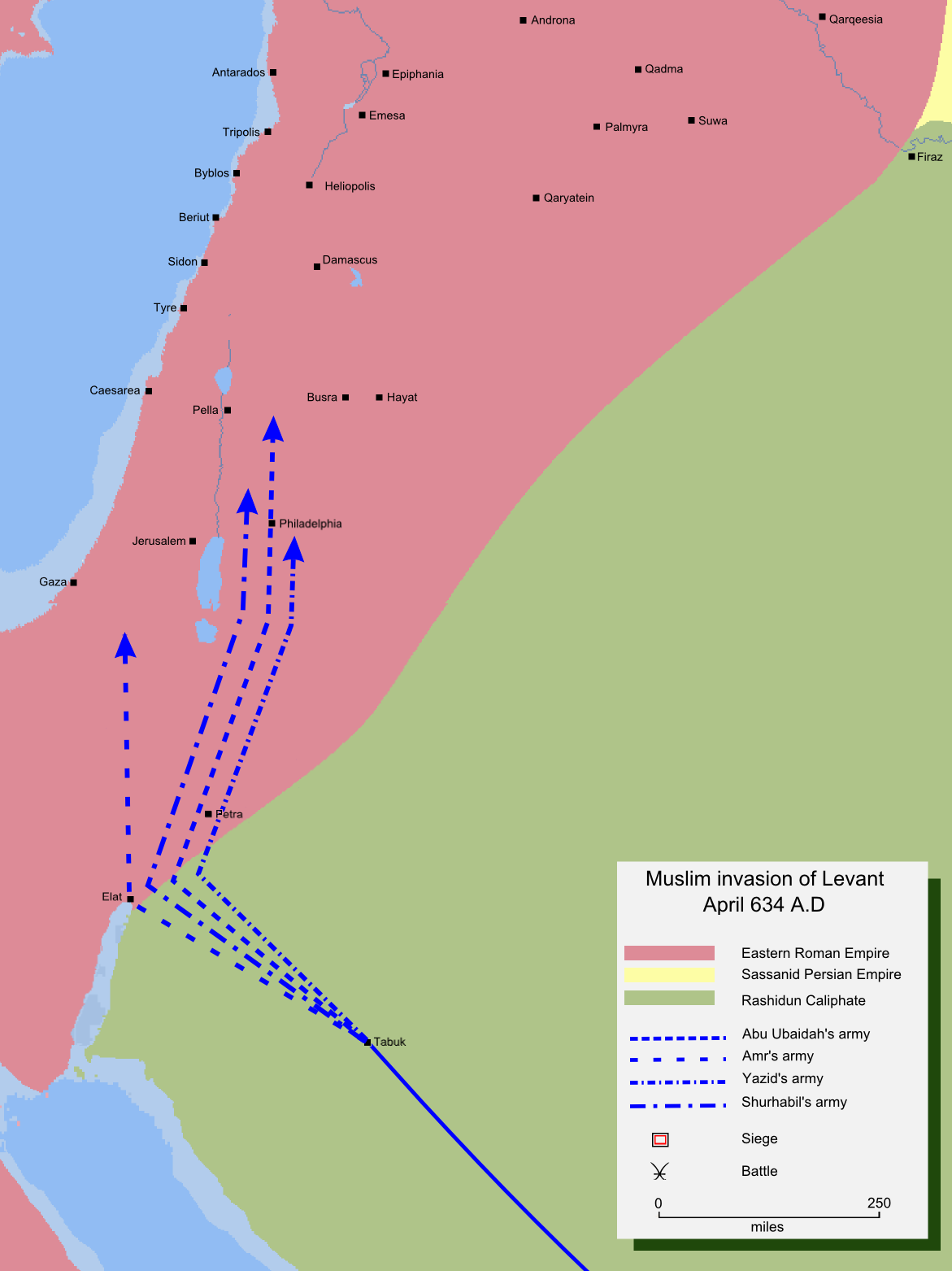
634年，阿拉伯人进攻黎凡特的路线（蓝色）

击败反叛者后，阿布·伯克尔开始了征服战争，他的第一个目标是萨珊波斯统治下的伊拉克。他派出了杰出的将军哈立德·本·瓦利德率军进攻，他取得了一连串胜利，伊拉克被征服了。这增强了哈里发的信心，当哈立德在伊拉克建立了据点后，阿布·伯克尔于634年2月命令另一支穆斯林军队入侵叙利亚。穆斯林对叙利亚的入侵是一系列经过精心计划、协调良好的军事行动，他们没有实力优势，但采取了巧妙的策略来应对拜占庭的防御措施。
但是，战事很快证明穆斯林军队的规模太小，无法应付拜占庭的反击，指挥官们要求增援。阿布·伯克尔派遣身在伊拉克的哈立德增援叙利亚，并担任总指挥官。634年7月，拜占庭军队在阿季奈迪恩战役中被击败。大马士革在634年9月沦陷，随后的法尔战役中，巴勒斯坦的守军主力被击败并溃散。
阿布·伯克尔于634年8月去世，他的继任者欧麦尔决心继续向叙利亚进攻。尽管先前由哈立德领导的军队取得了成功，但他的指挥官位置被阿布·乌拜达赫取代。穆斯林军队占领了巴勒斯坦南部之后，沿着贸易路线继续进攻，提比里亚和巴勒贝克在没有激烈抵抗的情况下沦陷，636年初，埃梅萨（今霍姆斯）沦陷。穆斯林继续向北进军。

## 拜占庭军的反击
占领了埃梅萨之后，穆斯林向阿勒颇和叙利亚首府安条克（今土耳其安塔基亚）前进。希拉克略皇帝正在安条克居住，他震惊于军队的一系列失败，准备进行反击以收复失地。635年，萨珊波斯皇帝伊嗣俟三世寻求与拜占庭结盟，共同对抗阿拉伯人。希拉克略将其女儿（也是他的侄孙女）玛妮阿嫁给了伊嗣俟，以巩固联盟。两国协商决定，当希拉克略在黎凡特发起大规模进攻时，伊嗣俟将同时进攻伊拉克。但这一计划没能实现，拜占庭军于636年5月发动进攻时，波斯人则由于政府的疲惫混乱而未能进攻，使这一决定性的计划化为泡影。

雅尔穆克战役前，穆斯林和拜占庭军队的行动，标出了现代国家名

拜占庭的进攻准备始于635年末，到636年5月，希拉克略成功在安条克集中了一支庞大的军队。这支军队由斯拉夫人、法兰克人、格鲁吉亚人、亚美尼亚人、阿拉伯基督徒等组成，分为五部，总司令是狄奥多尔·特里堤里乌斯。前埃梅萨驻军指挥官，亚美尼亚人瓦汉被任命为前线总指挥，他麾下有一支纯亚美尼亚人部队。斯拉夫王子布喀纳托（Buccinator），又称卡纳蒂尔，指挥斯拉夫人，加萨尼王国国王贾贝拉赫·本·艾赫姆指挥一支信仰基督教的阿拉伯人军队。其余来自欧洲的部队被置于格雷戈里和达伊尔雅（Dairjan）的指挥下。希拉克略则留在安条克监督整个行动。拜占庭的记载中提到了波斯将军沙赫尔巴拉兹的儿子尼克塔斯也参与了指挥，但没有说明他指挥的是哪支军队。
穆斯林军队正分成四队：一队在巴勒斯坦，由阿慕尔指挥；一队在约旦，指挥为舒莱赫比尔·本·哈塞奈；一队在大马士革和凯撒利亚附近由耶齐德·本·艾比·素福彦指挥；哈立德和阿布·乌拜达赫的军队则在埃梅萨（Emesa）。
由于穆斯林部队在地域上分散，希拉克略试图各个击破。他不想以一场决战定胜负，希望在穆斯林部队集中之前，使用主力对付单独的穆斯林军团，以迫使其撤退或单独消灭之，实现夺回失地的战略。希拉克略的儿子君士坦丁三世率领增援部队海路进入凯撒利亚，可能是为了牵制耶齐德的军队，他们正在围攻这座城镇。636年6月中旬，拜占庭帝国军队从安条克和叙利亚北部出发。
拜占庭帝国军将按照以下计划行动：
- 贾贝拉赫的轻装基督徒阿拉伯军队将经过阿勒颇、哈马进军埃梅萨，咬住在埃梅萨（今霍姆斯）的穆斯林军主力。
- 达伊尔雅（Dairjan）会在海岸和阿勒颇的道路之间进行侧翼移动，并从西面接近埃梅萨，在穆斯林主力被贾贝拉赫抓住时，袭击其左后侧。
- 格雷戈里（Gregory）将袭击穆斯林的右侧，从东北侧到达埃梅萨。
- 卡纳蒂尔（Qanatir）将沿海行军，占领贝鲁特，之后从西面进攻防御能力很弱的大马士革，切断埃梅萨的穆斯林主力的后路。
- 瓦汉（Vahan）的军队充当预备队，通过哈马向埃梅萨进军。[29]

## 穆斯林的策略
穆斯林通过在沙扎尔的罗马囚犯得知了希拉克略进攻的消息。哈立德警觉到分散的部队可能会被各个击破，因此要求召开军事会议，并建议阿布·乌拜达赫将部队从巴勒斯坦和叙利亚北部撤回，将所有穆斯林军队集中在一处，后者下令将军队集中在贾比耶（在今叙利亚南端）附近的广阔平原上，这里的地形利于骑兵部队作战，且接近穆斯林的堡垒纳吉德（Najd）；并向哈里发欧麦尔请求增援。还发布指示，将已征收的吉兹亚（异教税）退还，以收买人心。
但是，集中在贾比亚后，穆斯林遭到了亲拜占庭的加兹尼部队的突袭。而且一支强大的拜占庭部队驻扎在凯撒里亚，他们可以袭击穆斯林的后方。在哈立德的建议下，穆斯林部队撤回了德拉和代尔·阿尤布，防守雅尔穆克峡谷和哈拉熔岩平原之间的空当，并在雅尔穆克平原东部建立了强力的防御阵地。这种作法使穆斯林和拜占庭人必须进行决战，这不是拜占庭人想看到的。在这一过程中，除了哈立德的精锐轻骑兵和拜占庭前卫之间的小规模冲突外，没有其他交战。

## 战场

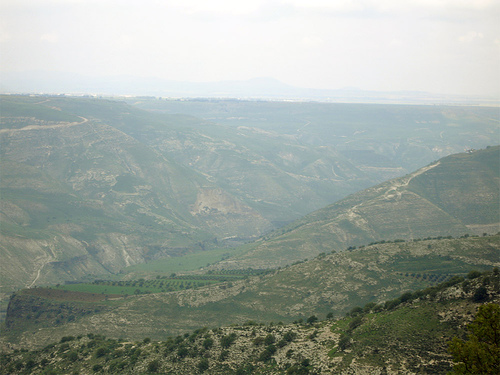
穿过山谷就是雅尔穆克战役的战场，距照片拍摄地约8英里

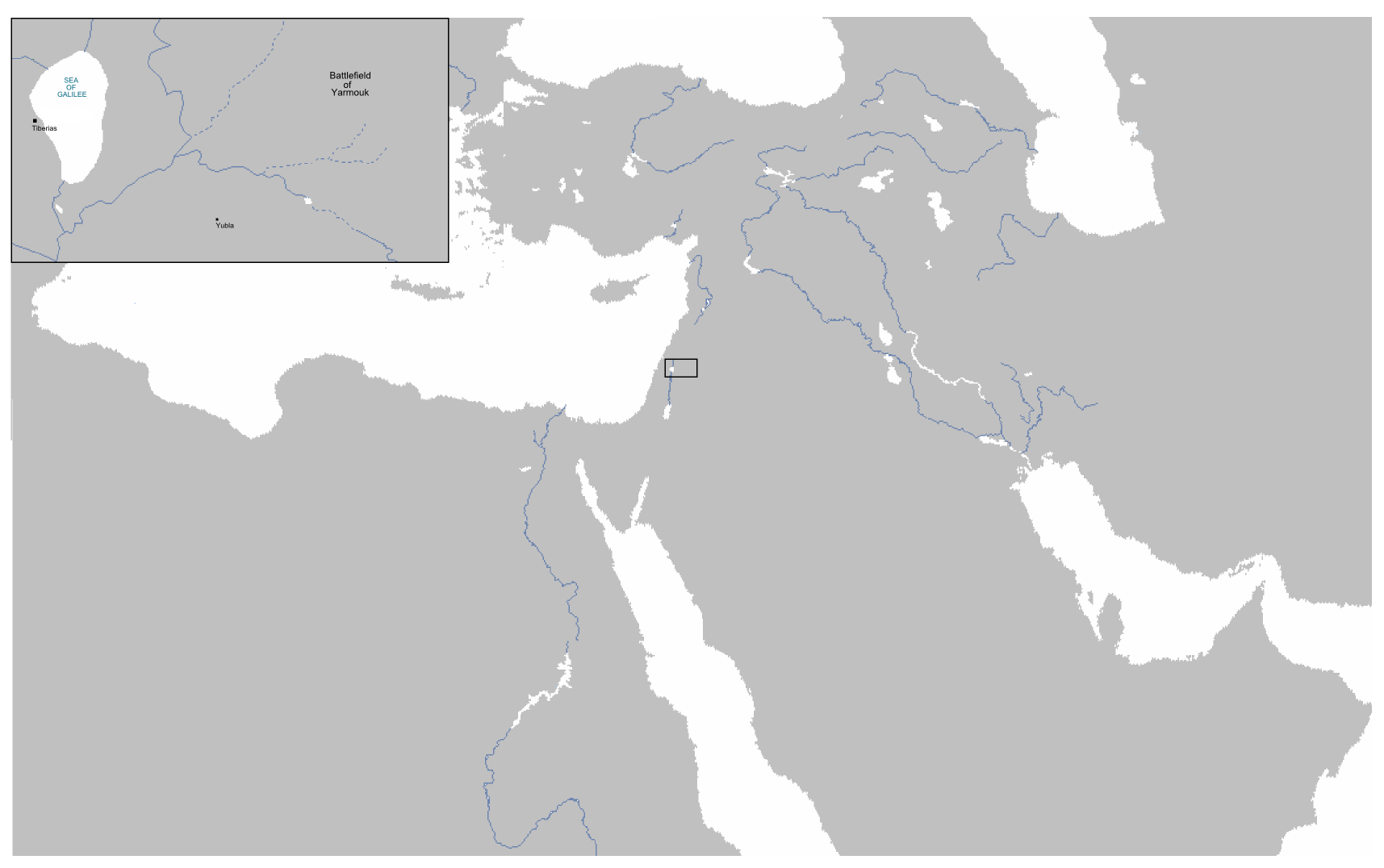
详细说明战斗发生地点的地图

战场位于约旦-叙利亚边境的豪兰平原，就在戈兰高地的东南不远处，雅尔穆克河的北侧。雅尔穆克河有非常陡峭的河岸，峡谷深度从30米（98英尺）–200米（660英尺）不等。战场以北是贾比耶的道路，东部是阿兹拉（Azra）丘陵，但这些丘陵距战场较远，没有军事意义。战场上只有一个突出的位置：相对海拔约100米的小山Tel al Jumm'a 。穆斯林军队占据了那里，在山上，雅尔穆克平原一览无余。战场西面的山谷只有少数几处可通过，有一个主要的通路：一座罗马人修建的桥梁。足够的水和牧场维持两军，平原地形也非常适合骑兵机动。

## 部队部署
大多数早期的资料表明，穆斯林军队的规模在24,000至40,000之间，拜占庭军队的数量在10万至40万之间。现代的估计则各不相同：大部分学者估计拜占庭军队的数量在80,000至150,000之间，其他估计则低至15,000至20,000人。穆斯林军队的数量估计在25,000至40,000之间。原始的记录大部分来自阿拉伯人，他们普遍认为拜占庭军队及其盟友的数量比穆斯林阿拉伯人多得多。拜占庭方面，唯一的早期资料来自一百年后的狄奥菲内斯。关于战斗的说法各不相同，有的说持续了一天，有的认为超过了一天。  

### 穆斯林军队
在军事会议期间，穆斯林军队总司令阿布·乌拜达赫将其指挥权移交给了哈立德。哈立德将军队重组为36个步兵团和4个骑兵团，他的骑兵精锐作为预备队。军队实行塔比阿（Tabi'a）编队，这是一种紧密的防御性步兵编队。军队展开约12公里长的前线，面朝西面，左翼在Wadi al Allan山的山谷前一英里处；右翼位于北部贾比亚的道路上，占据Tel al Jumm'a山的高处，各编队之间距离较远，他们所面对的拜占庭战线长达13公里。中军由阿布·乌拜达赫（中军左翼）和舒莱赫比尔·本·哈塞奈（中军右翼）指挥。左翼由耶齐德·本·艾比·素福彦指挥，右翼由阿慕尔指挥。 
中军、左翼和右翼都有一个骑兵团，如果被拜占庭人击退，可以用骑兵发起反击。中军后面是由哈立德亲自指挥的机动警卫骑兵。如果哈立德忙于领导大部队，则由达拉尔·本·阿兹瓦尔指挥这支骑兵。在战斗过程中，哈立德将会果断、反复地使用该部队。
哈立德派出了一些侦察兵对拜占庭人进行观察。636年7月下旬，瓦汉派贾贝拉赫的轻装阿拉伯基督徒部队发起威力侦查，但被机动警卫队击退。这次小规模冲突后的一个月内，没有发生任何交战。

#### 武器装备
军队使用的头盔包括镀金的头盔，类似于萨珊波斯帝国的银盔。锁甲头巾被用来保护面部，颈部和脸颊，作为头盔的附属部分。沉重的皮革凉鞋或罗马式凉鞋也是早期穆斯林士兵的一大特征。铠甲包括皮革札甲和锁子甲，步兵的盔甲比骑兵更重。武器上，步兵使用大型的木制或柳条编织的盾牌和长矛，步兵长矛长2.5米，骑兵长矛长达5.5米。步兵携带短剑，与罗马短剑类似；长剑通常由骑兵携带，剑挂在胸绶带上。阿拉伯人的弓约2米长，大小类似于著名的英格兰长弓。传统阿拉伯弓的最大有效射程约为150米。早期的穆斯林弓箭手都是步兵，没有骑射手的机动性，但在防御轻骑兵进攻方面非常有效。

### 拜占庭军队
穆斯林在雅尔穆克平原扎营几天后，拜占庭军队在加萨尼轻骑兵的带领下来到此地，并在Wadi-ur-Ruqqad以北建立了坚固的营地。
拜占庭军队的右翼部署在平原南端，靠近耶尔穆克河，距Wadi al Allan山谷约1英里。拜占庭人的左翼在北部，距离贾比耶山不远，相对暴露。帝国军面向东面部署，阵线约13公里长。瓦汉试图控制从南面雅尔穆克河谷直到北部通往埃及的罗马道路之间的整个区域，这使得各拜占庭单位之间仍然留有很大的空当。右翼由格雷戈里指挥，左翼由卡纳蒂尔指挥。中军由达伊尔雅的军队和瓦汉的亚美尼亚军队组成，均由达伊尔雅指挥。拜占庭的重骑兵，即具装骑兵，平均分配给四军，每支部队将步兵部署在前端，而骑兵则作为后备力量。贾贝拉赫的基督徒阿拉伯人部队，作为一支散兵首先进军，对主要部队进行掩护。
穆斯林的早期记载提到，格里高利的军队使用链条将其步兵连在一起，锁链连接10人，这是士兵们勇气的证明，他们表现出愿意死在原地而不退缩的意愿。链条还能了防止敌方骑兵的突破。不过现代历史学家认为，拜占庭人采用了传统的龟甲阵编队，士兵将肩并肩站立，高举盾牌，将10-20人完全遮蔽起来，以免投射武器的伤害，每个士兵将为毗邻的同伴提供掩护。

#### 武器装备
拜占庭的骑兵装备着罗马式长剑（Spathion）。他们还会有一支轻巧的木骑枪（kontarion）和弓（toxarion），在马鞍或皮带上悬挂着箭袋，内有四十支箭中。重装步兵被称为skoutatoi，装备较短的矛和剑，轻装步兵和弓箭手带着一个小的盾牌，弓和箭袋悬挂在背上。骑兵装备锁子甲和锁甲头巾、带有吊坠的头盔，内衬织物且有流苏和护颊的护喉板。步兵也同样配备了锁子甲，头盔和护腿。轻质的札甲和鳞甲也得到使用。

## 拜占庭军队的不利因素
哈立德撤出占领区并集中全部部队进行决定性战斗的战略迫使拜占庭人集中其五支军队。几个世纪以来，拜占庭人一直避免进行大规模的决定性战斗，而且部队集中导致了后勤的紧张，帝国没有为此做好充分的准备。
大马士革是离战场最近的后勤基地，但大马士革的主事者曼苏尔（Mansur）无法为集中在雅尔穆克平原的庞大拜占庭军队提供充足的补给。夏季即将结束，牧草、粮食数量减少，军队与当地公民在供应物资方面发生了几次冲突。帝国宫廷中有人指控瓦汉叛国，因为他违背了希拉克略的命令，要与阿拉伯人进行大规模战斗。但是，鉴于穆斯林军队的集结，瓦汉也别无选择，只能勉强作战。各拜占庭指挥官之间的关系也很紧张。特里堤里乌斯、瓦汉、卡纳蒂尔等人进行了权力斗争。熟悉当地地形的阿拉伯基督徒领袖贾贝拉赫在很大程度上被忽视，这也对拜占庭人不利。罗马人、希腊人、亚美尼亚人和阿拉伯人之间存在一种互不信任的气氛。在叙利亚人中流行的基督一性论与正统教义之间长期争执，虽直接影响微乎其微，但这无疑激化了潜在的紧张气氛。这种气氛影响了部队的协同，也是拜占庭军队被击败的原因之一。

## 战斗过程
穆斯林和拜占庭人的战线分为四个部分：左翼，中军左翼，中军右翼和右翼。图示及文字中，对穆斯林和拜占庭战线的描述是相反的：即穆斯林右翼面对拜占庭左翼（见图），图中蓝色代表拜占庭军，红色代表穆斯林军；实心矩形代表步兵，斜三角矩形代表骑兵。

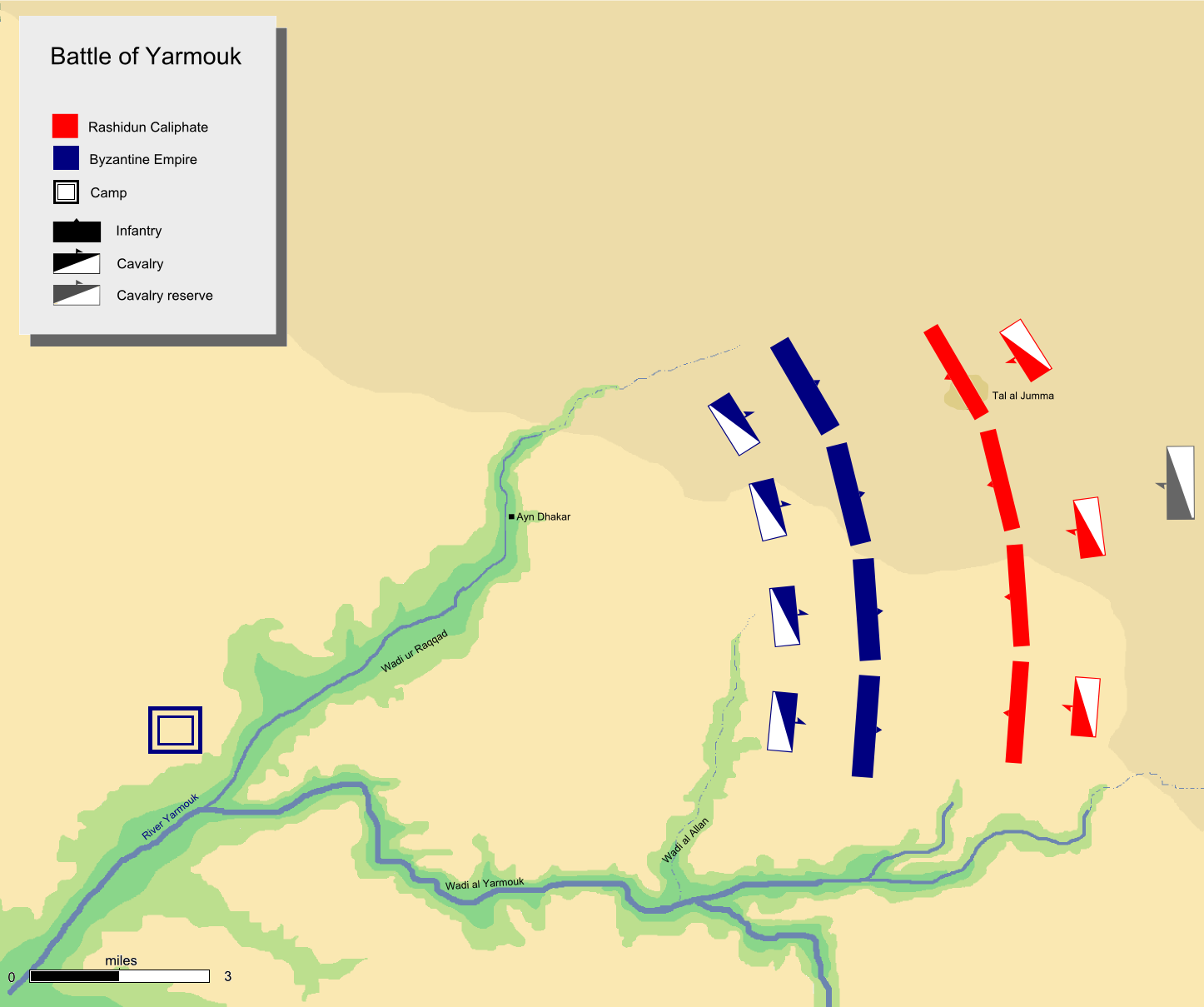
部队部署
拜占庭军队
穆斯林军队

希拉克略指示瓦汉，不要在所有外交努力失败前展开战斗。这可能是由于伊嗣俟三世的军队还没有准备好进攻伊拉克。因此，瓦汉先后派格雷戈里和贾贝拉赫前去谈判，但他们的努力是徒劳的。战斗前，应瓦汉的邀请，哈立德前来谈判，但也没有成果。谈判过程使战斗推迟了一个月。
与此同时，另一支穆斯林军队正在卡迪西亚面对萨珊波斯军队，哈里发欧麦尔命令其指挥官赛义德·本·阿比·瓦卡斯与波斯人进行谈判，并向伊嗣俟三世和他的指挥官鲁斯塔姆派遣使节，邀请他们改信伊斯兰教，借此来拖延敌军。他还向哈立德派出了增援部队约6,000人，大部分来自也门。该部队包括了1,000名萨哈巴（穆罕默德的同伴），其中100人曾参加了伊斯兰历史上的第一次战斗巴德尔战役。其中最著名的人物有祖拜尔·本·阿瓦姆、阿布·苏富扬和他的妻子信德·宾特·乌塔巴。
参加战斗的萨哈巴包括赛义德·本·扎伊德，法德勒·本·阿巴斯，阿卜杜勒-拉赫曼·本·阿布·贝克尔（阿布·伯克尔的儿子），阿卜杜拉·本·欧麦尔（欧麦尔的儿子），阿班·本·奥斯曼（奥斯曼的儿子），阿卜杜勒勒曼·本·哈立德（哈立德之子），阿卜杜拉·本·贾法尔（阿里的侄子），阿玛尔·本·亚西尔，米格达·本·阿斯瓦德，阿布·达尔·吉法里，马利克·阿什塔尔，阿布·阿尤布·安萨里，盖伊斯·本赛尔德，侯宰法·本·雅曼，巴达·本·阿斯·萨米特，希舍姆·本·阿尔·阿斯，阿布·胡莱赖和伊克里马·本·阿比·贾赫勒等。士兵的年龄从20岁（哈立德的儿子）到70岁（阿玛尔）。穆罕默德曾向十位同伴许诺天堂，其中的三位：赛义德、祖拜尔、阿布·乌拜达都参加了这场战役。
哈里发欧麦尔显然想先击败拜占庭人再打败波斯，因此将最精锐的穆斯林军队派去雅尔穆克。不断来到的穆斯林增援使拜占庭人感到担忧，他们担心穆斯林军队会越来越强大，因此不得不发起进攻。派往雅尔穆克的增援部队以小队到达，给人留下了增援不断的印象，使拜占庭人更加沮丧，迫使他们进攻。在稍后的卡迪西亚战役中，穆斯林军队重复了同样的策略。

### 第一天

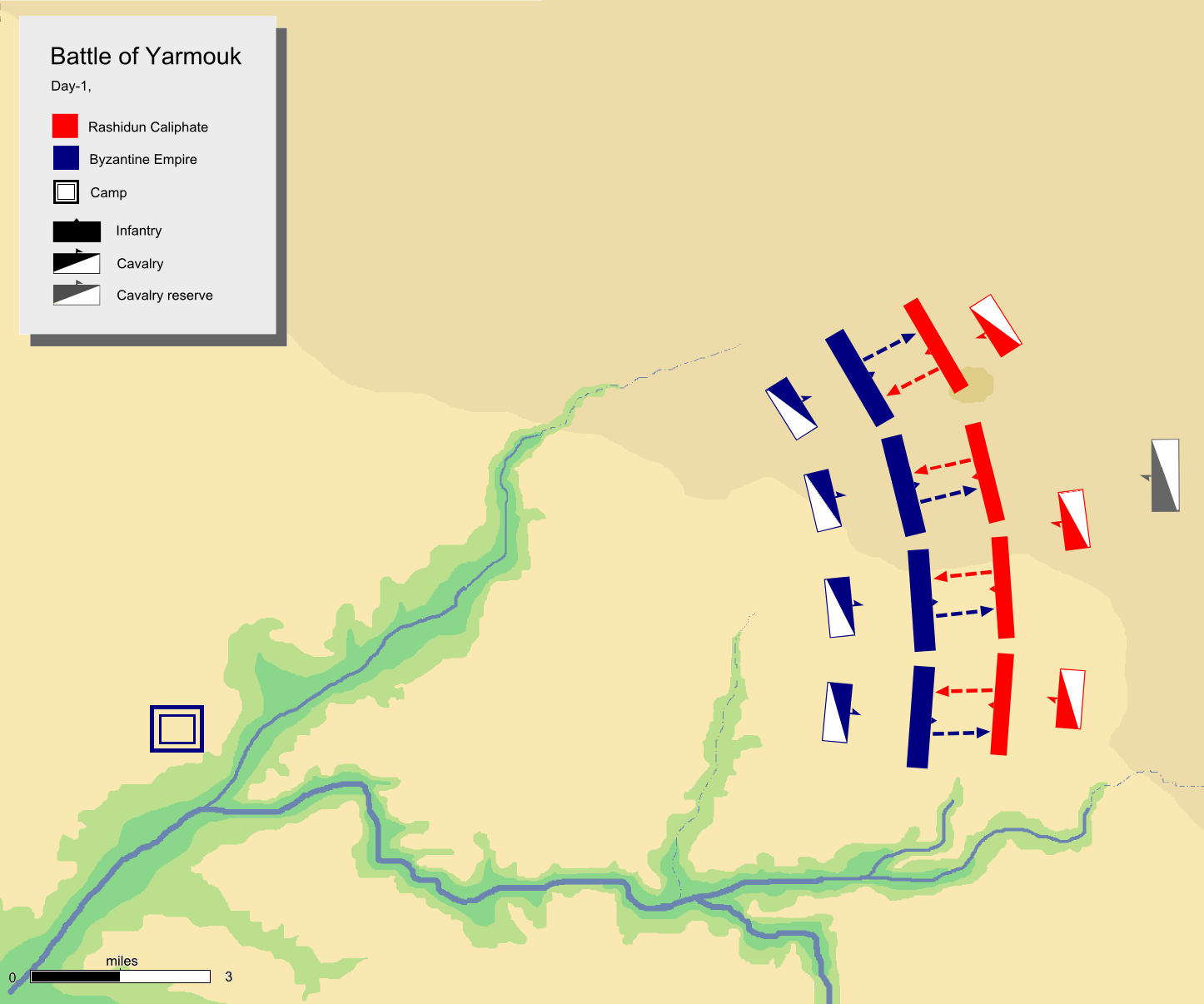
第一天，拜占庭军队发起有限进攻

战斗于636年8月15日开始。黎明时分，两军相距不到一英里的，列队战斗。穆斯林编年史记载，在战斗开始之前，拜占庭中路右翼一位队长乔治投奔了穆斯林军队，并皈依了伊斯兰教。在同一天内，他为穆斯林军战死。战斗开始于拜占庭的精锐勇士与穆斯林的穆巴里津部队（mubarizun）的战斗。穆巴里津是经过特殊训练的剑客和长矛手，他们的目标是尽可能多地杀死敌方的指挥官，以破坏他们的士气。到了中午，失去许多指挥官后，瓦汉下令用三分之一的步兵部队进行有限进攻，以试探穆斯林军队的实力和战略，并利用数量优势，试图突破穆斯林战线的薄弱部分。但是拜占庭的进攻缺乏决心，拜占庭士兵也无法击败穆斯林老兵。战斗总体上较沉静，只在某些地方特别激烈。日落时，两军都无法取得突破，各自回到营地。

### 第二天

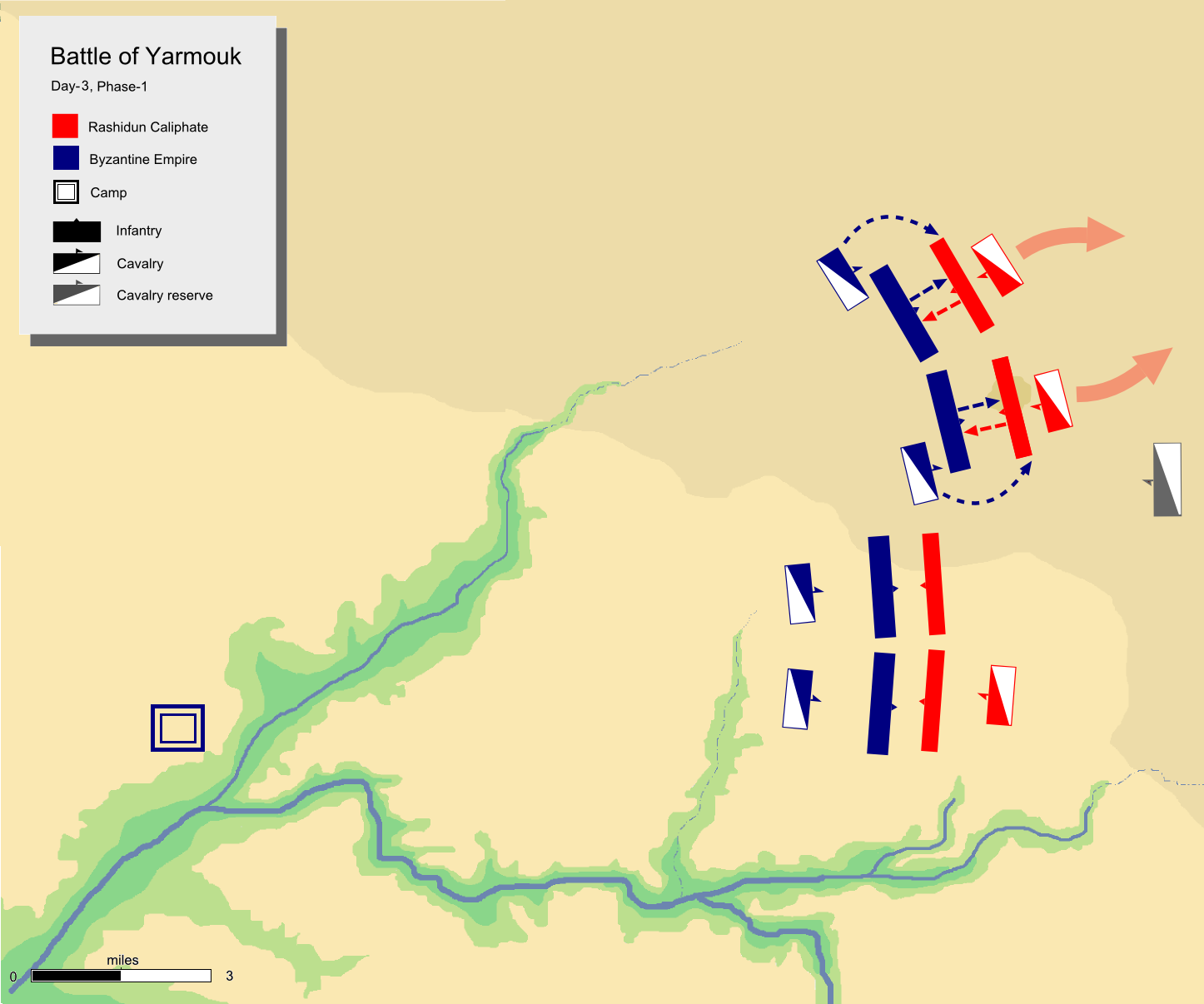
第二天，第1阶段

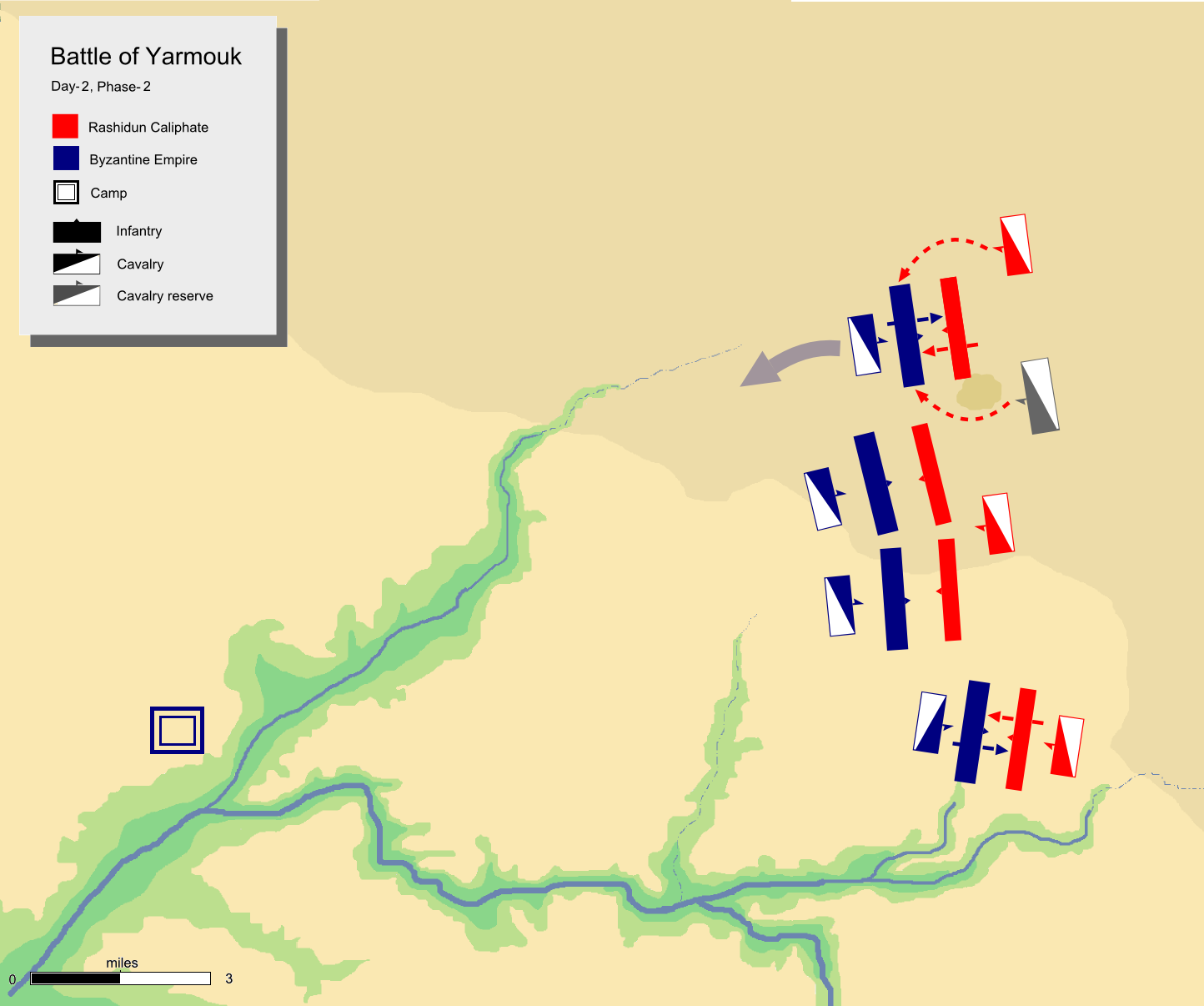
第二天，第2阶段

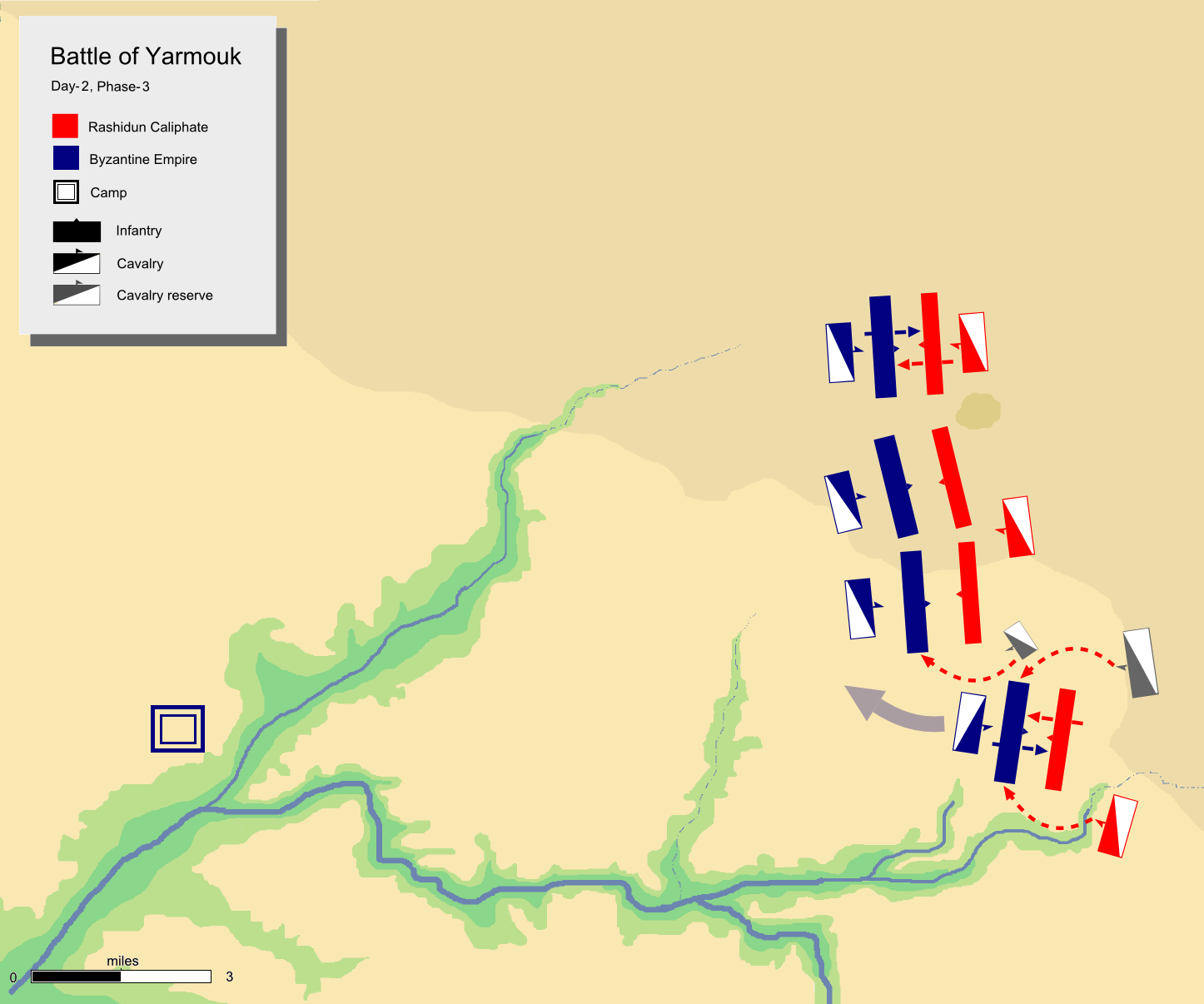
第二天，第3阶段

第1阶段：瓦汉在军事会议中决定在黎明前发动进攻，以袭击晨祷时没有准备的穆斯林部队。他计划让他的中军与穆斯林中军交战，以粘住它们；同投入主要力量袭击其两翼，将其赶出战场或推向中军。为了观察战场，瓦汉命令士兵在右翼后方建造了一个大型望台。他命令军队为突袭做准备。
但是，哈立德在夜间将强大的前哨线部署在前面，已经为防御突袭做好了准备，这给了穆斯林主力以时间来为战斗做准备。在中路，拜占庭人并没有施加太大的压力，只计划压制穆斯林中军，阻止他们协助其他穆斯林军队。因此，中心保持相对稳定。而在两翼，卡纳蒂尔指挥主要由斯拉夫人组成的拜占庭左翼部队，对穆斯林右翼发起猛攻，右翼的穆斯林步兵不得不后退。穆斯林右翼指挥官阿慕尔下令他的骑兵发起反击，这暂时阻止了拜占庭的推进并稳定了右翼的战线，但是拜占庭的数量优势使他们不得不继续向大本营撤退。
第2阶段：哈立德意识到右翼的危险，下令右翼骑兵从北侧攻击拜占庭左翼，而他的机动警卫骑兵则从南侧进攻，穆斯林右翼步兵从正面反攻。三管齐下的袭击迫使拜占庭左翼放弃了获得的突破，阿慕尔恢复了自己的阵线，并开始重整他的军队，准备下一轮战斗。
耶齐德指挥的穆斯林左翼局势更加危险。他们没有得到机动警卫骑兵的帮助，拜占庭人的数量优势使得穆斯林的阵地被占领，士兵向大本营撤退，阵线被突破。格雷戈里的军队采用龟甲阵，行动缓慢但防御能力很好。耶齐德用他的骑兵进行反击，但被击退。尽管进行了顽强的抵抗，但左翼的战士们最终还是撤退到营地，瓦汉的计划似乎成功了。穆斯林军队的中心被钉住，其侧面被推回。但拜占庭的两翼都没有取得彻底的突破，且士气严重下降。
撤退的穆斯林军队在营地遇到了凶猛的阿拉伯妇女。穆斯林妇女在信德（Hind）的带领下拆除了帐篷，并用帐篷杆武装，冲向她们丈夫和同伴，唱着武侯德战役中创作的即兴歌曲：
|  | 你们这些可耻的逃兵， 把美丽贞洁的我们留给敌人; 留给那些异教徒, 那些讨厌、邪恶的异教徒, 留给他们去占有、羞辱、糟蹋。 |

这激起了撤退的穆斯林的斗志，使他们重返战场。
第3阶段：在设法稳定右翼后，哈立德立即命令机动警卫骑兵支援左翼。
哈立德命令达拉尔·本·阿尔·阿兹瓦带领一部分骑兵进攻拜占庭中军右翼，以威胁拜占庭右翼撤退。他则以剩下的骑兵攻击格里高利（右翼指挥）的侧面。同样的，在前线和侧翼的同时攻击下，拜占庭人被迫后退，由于必须保持阵形而更加缓慢。
日落时，双方中军脱离接触，撤退到原来的位置，战线仍保持原位。拜占庭方面，达伊尔雅（中军右翼指挥）的阵亡和进攻计划的失败使得士气低落，哈立德的成功防御则大大激励了穆斯林军队。

### 第三天

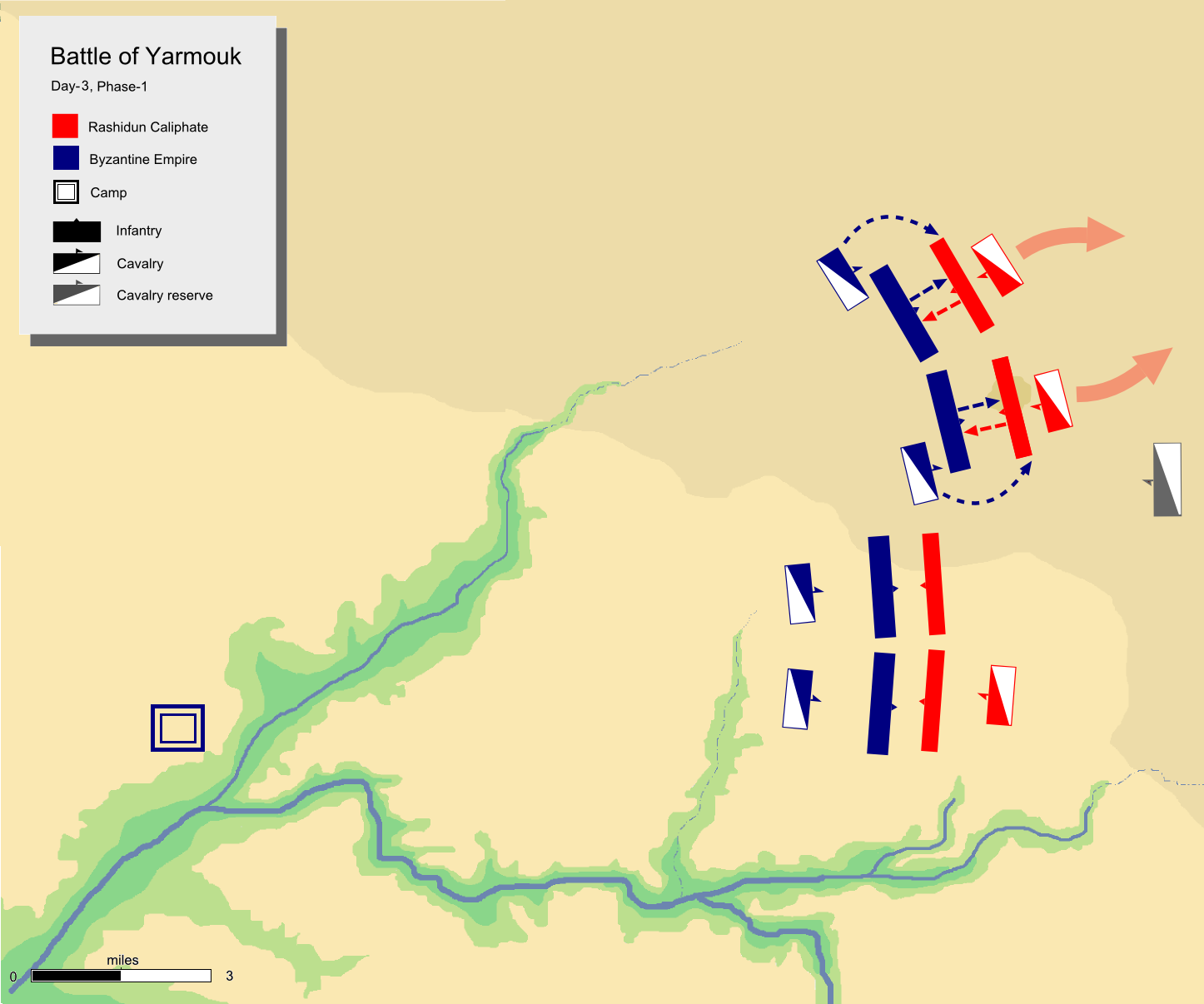
第三天，第1阶段

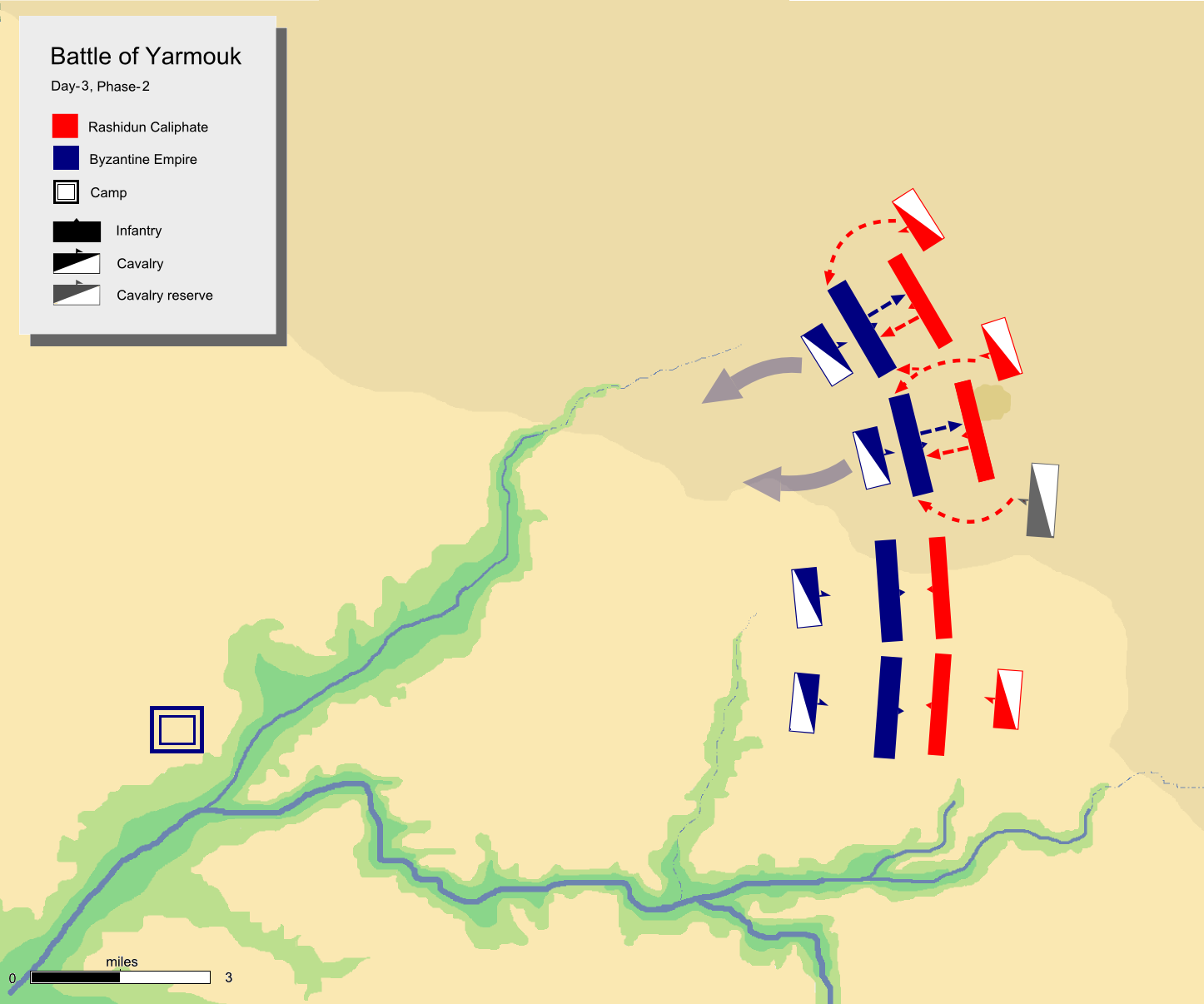
第三天，第2阶段

瓦汉考虑了前一天的失败，他对穆斯林侧翼发动了进攻，但在最初取得成功后，他的部下被迫撤退，而最令他困扰的是失去了一位指挥官。
拜占庭军队提出了不太雄心勃勃的计划，目标是在特定地点突破穆斯林军队。他决定施压在穆斯林相对暴露的右翼，与穆斯林左翼所在的崎岖地形相比，他的骑兵在右翼可以更加自由地行动。攻击右翼的同时，卡纳蒂尔将攻击穆斯林中军右翼，以使其与右翼分离。
第1阶段：战斗开始，拜占庭式袭击穆斯林右翼和中军右翼。
在阻止了拜占庭人的最初袭击之后，穆斯林右翼和中军右翼都被迫撤退。有记载说他们再次被妇女激起了斗志。这些军队设法在与营地有一段距离的地方重整，并为反击做准备。
第2阶段：哈立德明白拜占庭军队将重点放在穆斯林右翼后，率他的机动警卫骑兵和穆斯林右翼的骑兵一起发动进攻。他本人从右侧进攻拜占庭的中军左翼，而穆斯林中军的骑兵预备队则从左侧进攻。同时，他命令穆斯林的右翼骑兵向拜占庭左翼的左侧进攻。双方爆发了血腥的战斗，双方都有许多人战死。但到黄昏时，拜占庭人再次被推回到战斗开始时的位置。

### 第四天
第四天是战斗的转折点。
第1阶段：瓦汉对穆斯林右翼的进攻取得了一定成效，因此他决定继续前一天的计划。
卡纳蒂尔在贾贝拉赫带领的亚美尼亚人和基督教阿拉伯人的协助下，带领斯拉夫人的两支部队进攻穆斯林的右翼和中军右翼。穆斯林部队再次被迫后退。哈立德立即带领骑兵前去支援。他担心拜占庭军队将发起全线进攻，因此命令中军左翼和左翼分别攻击对应的拜占庭军队。这次攻击拖住了拜占庭的部队，阻止了他们发动全面进攻。

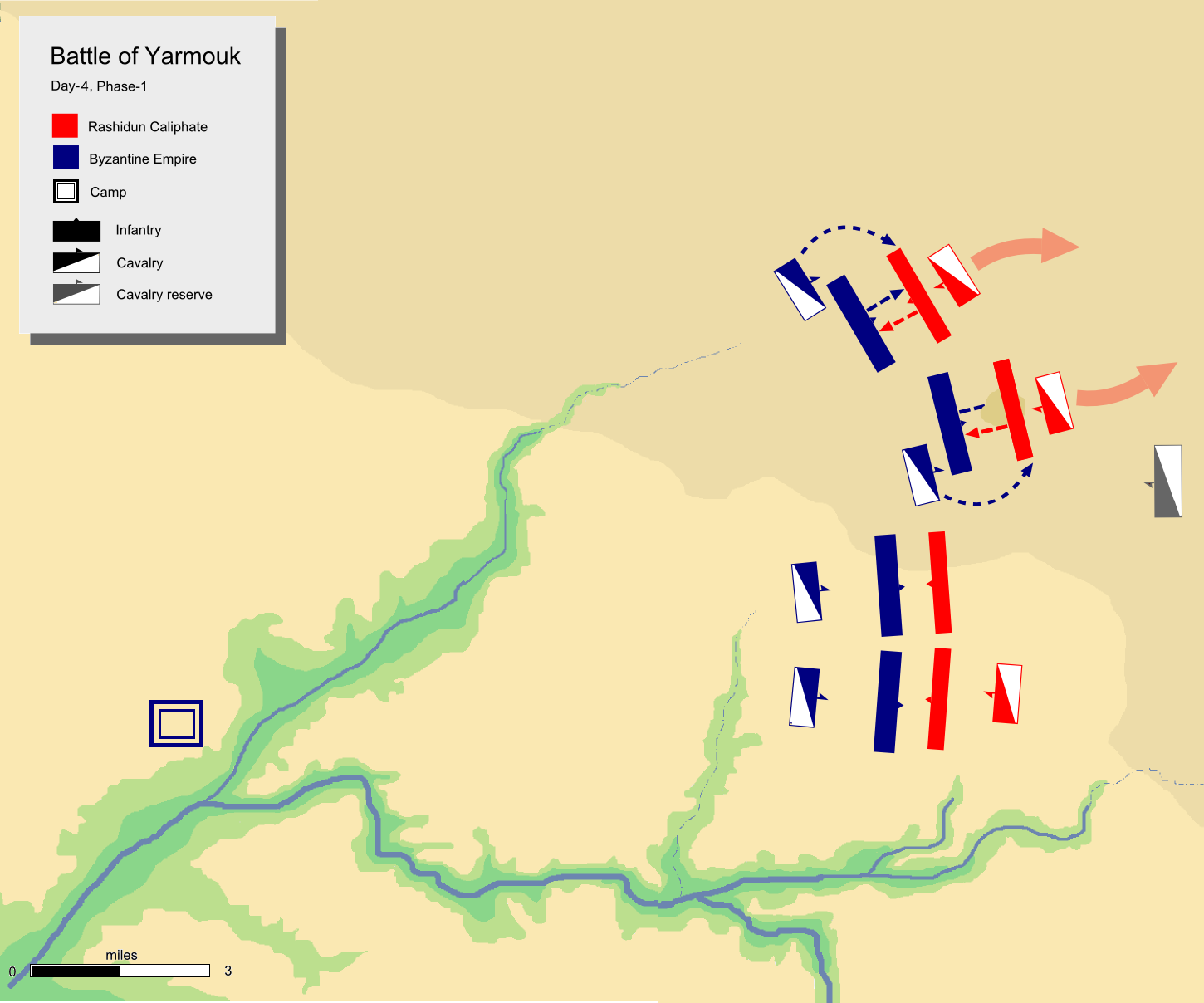
第4天，第1阶段

第2阶段：哈立德将机动警卫骑兵分成两部分，袭击拜占庭中军左翼的两侧，而穆斯林右翼步兵则从正面进攻。在三管齐下的侧翼进攻之下，拜占庭人撤退了。同时，穆斯林右翼组织反攻，步兵从正面进攻，骑兵预备队进攻拜占庭左翼的北侧。拜占庭左翼在其南部侧面暴露后也向后退。

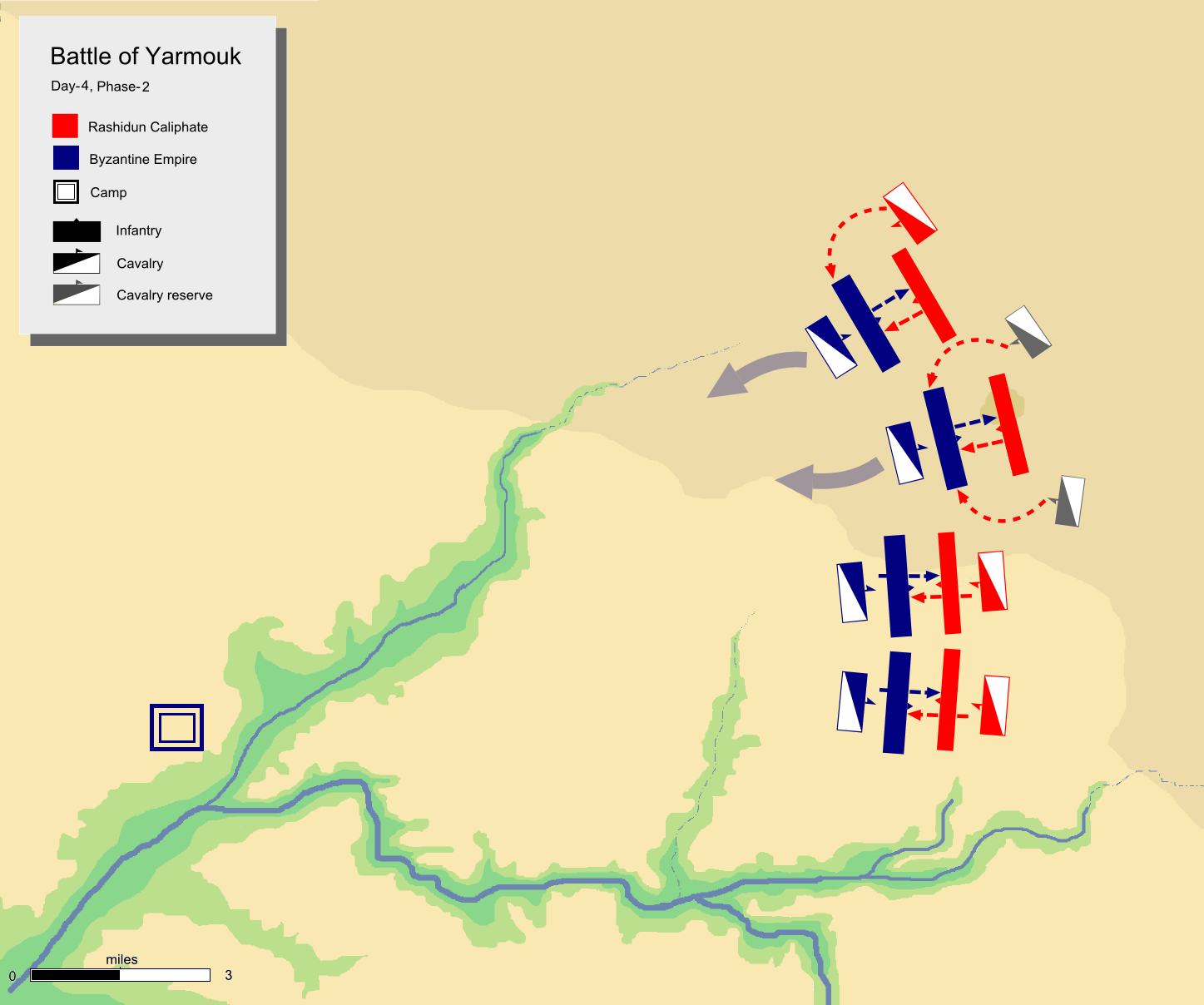
第4天，第2阶段

当哈立德和他的机动警卫骑兵与拜占庭左翼交战时，战场另一端的局势正在恶化。拜占庭的骑射手向穆斯林左翼倾泻了大量箭矢，阻止他们突破拜占庭的防线。许多穆斯林士兵被拜占庭弓箭手射瞎，这一天此后被称为“盲眼日”。据说，老将阿布·苏富扬就是在这一天失去了视力。穆斯林军队撤退，由哈立德的儿时好友伊克里玛·本·阿比·贾哈尔（Ikrimah bin Abi Jahal）领导一队骑兵断后。伊克里玛用他的400名骑兵进攻拜占庭战线，掩护了穆斯林的撤退，这些士兵英勇作战，全军覆没。其他军队撤退重组，进行反击并巩固了原有阵地。伊克里玛也受了重伤，于当晚晚些时候去世。

### 第五天

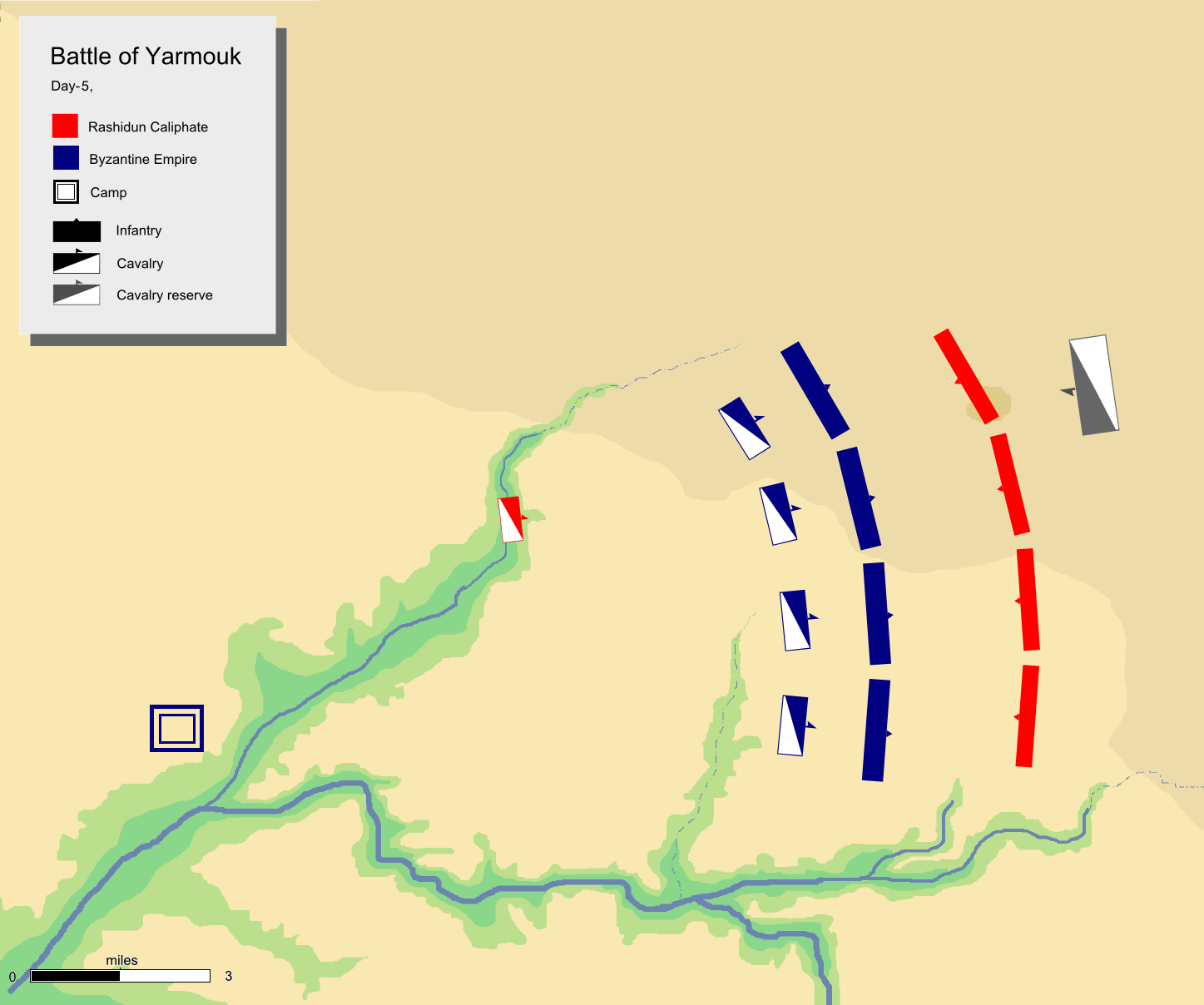
第五天部队的部署。哈立德集结了他所有的骑兵，计划进行决定性的侧翼攻击

瓦汉连续进攻四天，但他的部队未能取得任何突破，并承受了重大伤亡。8月19日早，瓦汉向穆斯林大营派遣了一名使者请求休战并开展谈判，进行新的外交谈判。这是他重组他士气低落的部队的缓兵之计。但哈立德认为胜利即将来临，因此拒绝了这一提议。
前四天里，穆斯林军队努力防守，但知道拜占庭人不再渴望战斗后，哈立德决定采取攻势，并重组了他的部队。他将所有骑兵集中为一支强大的骑兵部队，共有约8,000名骑兵，这将是第二天进攻的主力。哈立德还提前计划了诱捕拜占庭军队，切断他们的逃生路线的计划。北部的平原将被穆斯林骑兵封锁，拜占庭军将被赶向战场上的三个天然屏障：西部的 Wadi-ur-Ruqqad ，南部的 Wadi al Yarmouk 和东部的 Wadi al Allah 这三个峡谷。
在西面深200米的Wadi-ur-Raqqad峡谷上，最具战略意义的是名叫Ayn al Dhakar的一座桥梁。哈立德在夜间派达拉尔（Dharar）率500名骑兵前往这座桥。达拉尔绕着拜占庭人的北侧移动并占领了这座桥，这一举措在第二天发挥了极重要的作用。

### 第六天

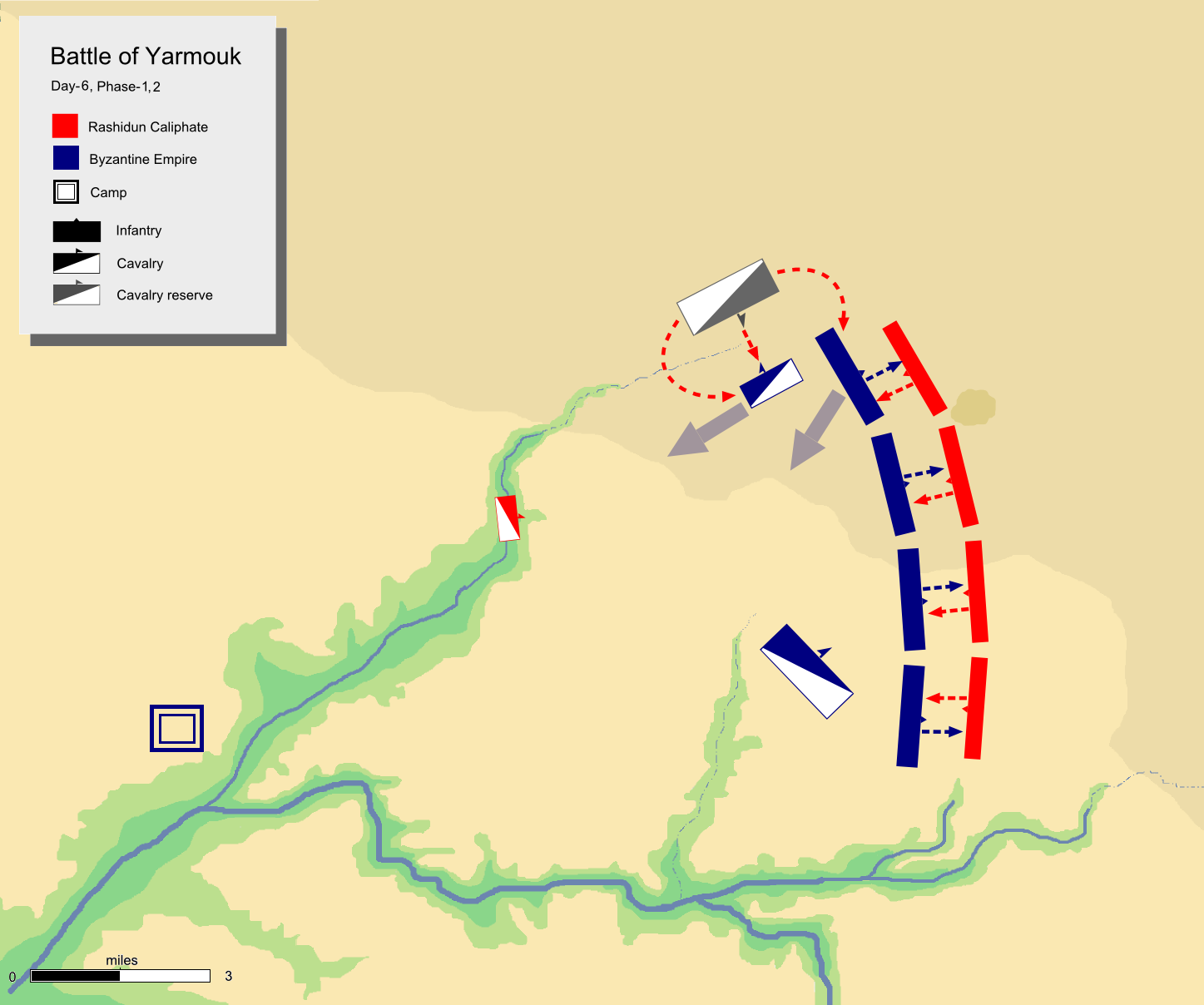
第六天，第1阶段

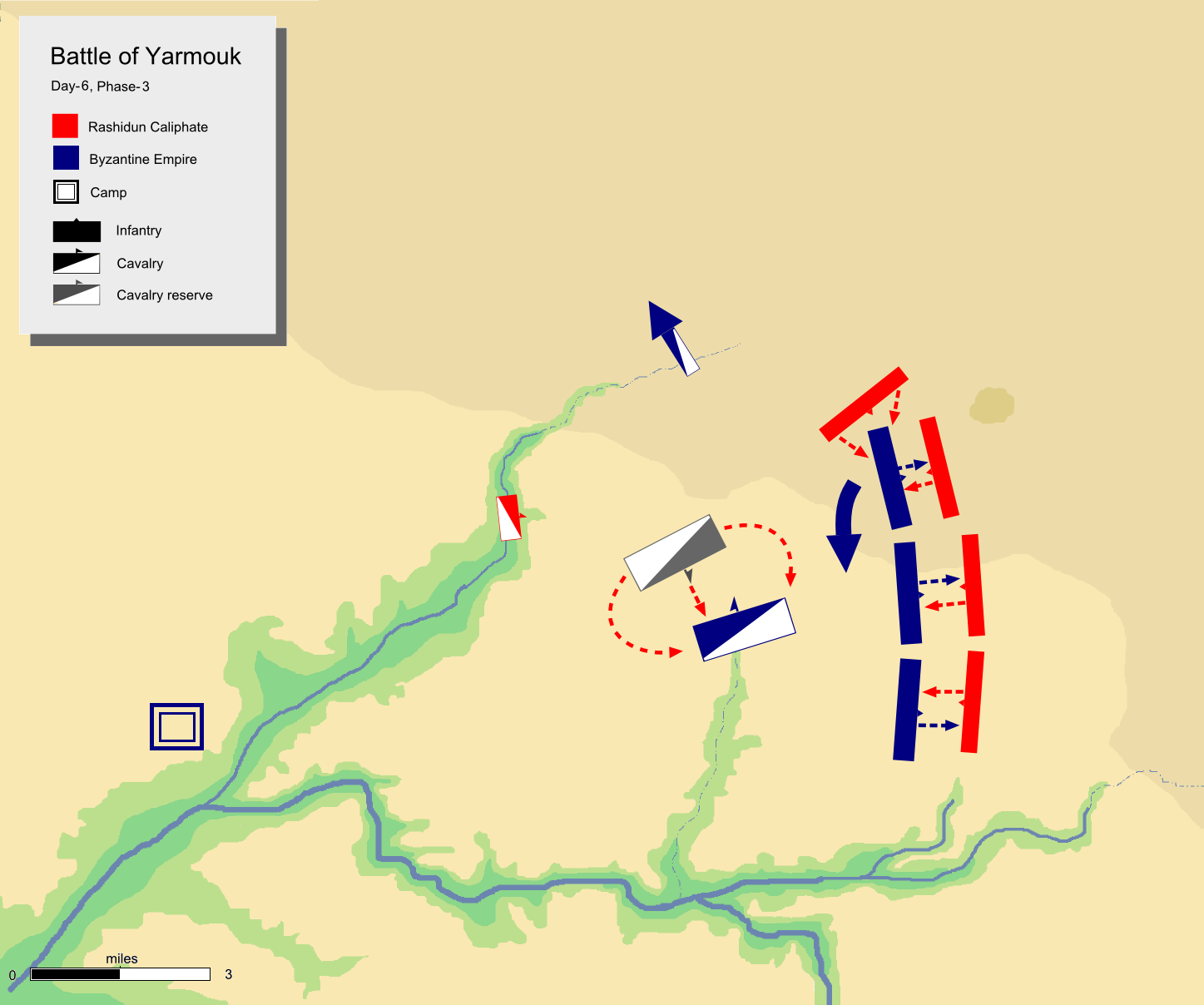
第六天，第2阶段

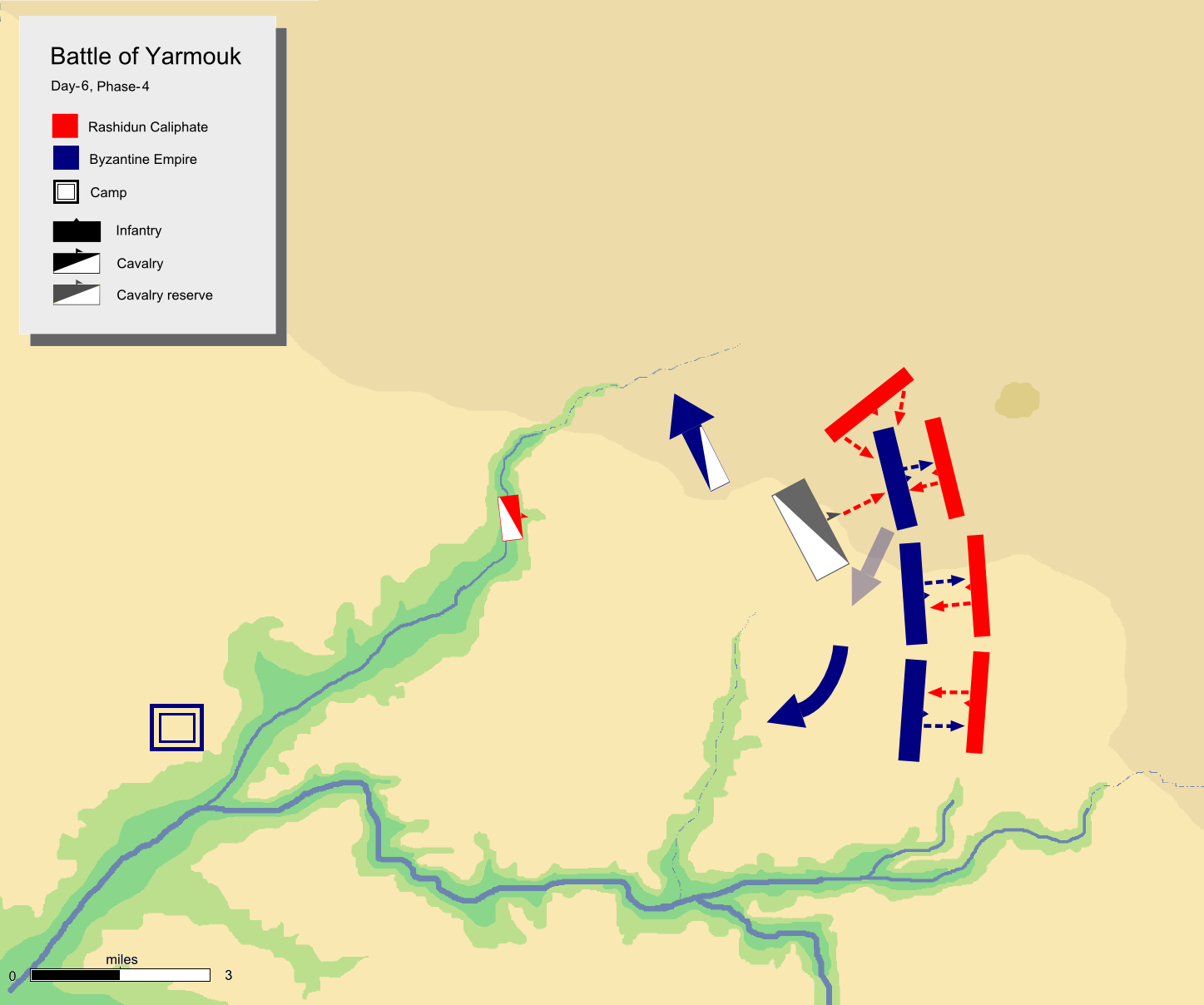
第六天，第3阶段

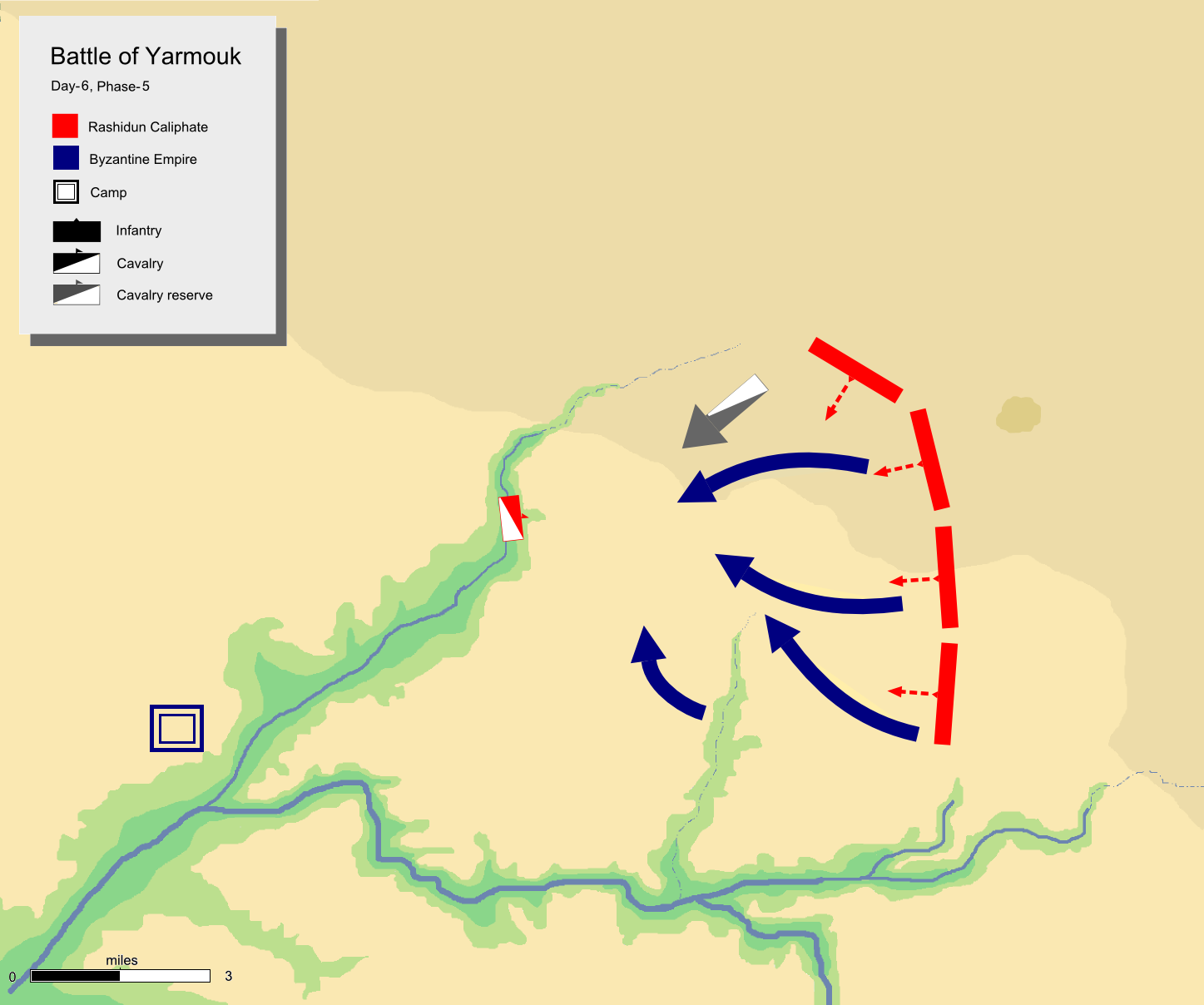
第六天，战斗的最后阶段

636年8月20日是战斗的最后一天，哈立德将一项简单但大胆的进攻计划付诸行动。他打算用一支庞大的骑兵部队，将拜占庭的骑兵完全赶出战场，以使拜占庭步兵失去骑兵支援，暴露他们的后方和侧翼。之后，他计划对拜占庭左翼发起猛攻，将其驱向西面的峡谷。
第1阶段：哈立德下令对拜占庭战线发动全面进攻，并率领骑兵冲向拜占庭左翼。他的骑兵的一部分与拜占庭左翼的骑兵交战，其余则攻击了拜占庭左翼步兵的后侧。同时，穆斯林右翼从前方正面进攻。在夹攻之下，拜占庭左翼开始溃退，许多人逃到相邻的拜占庭中军左翼，极大地扰乱了后者。然后，攻击步兵得胜的穆斯林骑兵转向正被另一半穆斯林骑兵攻击的拜占庭左翼骑兵，将其向北赶出战场。穆斯林右翼步兵随后侧面攻击拜占庭中军左翼，而穆斯林的中军右翼则从正面进攻。 
第2阶段：瓦汉注意到穆斯林的大规模骑兵机动，下令将骑兵聚集在一起，但为时已晚。在瓦汉将其分散的重型骑兵中队集中之前，哈立德已率骑兵冲来，从正面和两侧攻击正在集中的拜占庭骑兵，混乱的拜占庭重骑兵很快被击溃，逃到战场北部。拜占庭步兵的命运也就此决定。
第3阶段：在拜占庭骑兵完全溃逃后，哈立德转向拜占庭中军左翼，该部分已经受到穆斯林步兵的两面夹击，骑兵又从他们的后面袭来，使得部队很快便崩溃了。
第4阶段：随着拜占庭中军左翼的崩溃，拜占庭军队开始溃散。哈立德率骑兵向北封锁北部的逃生路线。拜占庭人只能向西撤退，前往Wadi-ur-Ruqqa山谷，那里的Ayn al Dhakar桥，可以让他们安全穿越深谷。但作为哈立德计划的一部分，达拉尔的500名骑兵已经占领了这座桥。拜占庭人现在被四面包围。
有些人坠落的深谷陡峭山坡上，有人试图跳河逃生，但却摔死在河边的岩石上，还有一些人在逃跑中被杀死。不过许多士兵设法逃脱了屠杀。穆斯林军队的希腊线人约拿（Jonah）也在战斗中阵亡。穆斯林在战斗中没有抓俘虏，但他们可能在随后的追击中俘虏了一些士兵。狄奥多尔·特里堤里乌斯（名义上的主帅）阵亡，尼克塔斯设法逃脱并到达埃梅萨。贾贝拉赫·本·艾赫姆也设法逃脱，后来与穆斯林和解，但很快又叛逃到拜占庭宫廷。

## 后果
战斗结束后，哈立德和他的骑兵立即向北疾驰，追赶逃跑的拜占庭士兵，在大马士革附近追上他们并发起攻击。瓦汉可能就在这次战斗中被杀。哈立德随后进入大马士革，重新占领了这座城市，据说还得到了当地居民的欢迎。
当大败的消息传到安条克时，希拉克略沮丧且愤怒。他将战败归咎于自己的恶行，包括与侄女马丁娜的乱伦婚姻。如果帝国还有充足的资源，他也会试图重新征服叙利亚，但帝国经过长期战争的消耗，人力和财富都已枯竭。皇帝退居安条克大教堂，进行了庄严的祈祷。他在大教堂召集了一次会议商讨当前局势，几乎所有大臣都明白战事已经无望，皇帝承认，失败是上帝的决定，是包括他在内的全人类的罪恶所造成的结果。晚上，希拉克略乘船出海，回到君士坦丁堡。
据说船起航时，希拉克略说了如下的话：
|  | 永别了叙利亚，我美丽的行省。你现在成了异教徒的领地——敌人将拥有多么美丽的土地啊！ |

真十字架与在耶路撒冷保存的其他圣物一起，在耶路撒冷秘密装船，以免落到阿拉伯人手里。据说希拉克略怕水，他在博斯普鲁斯海峡上搭了浮桥，以便走陆路回到君士坦丁堡。放弃叙利亚后，他开始专注于以剩下的部队捍卫安那托利亚和埃及。638-639年，拜占庭亚美尼亚也被穆斯林攻占，于是希拉克略下令创造一个从安纳托利亚中部延伸到塔尔苏斯的缓冲区，疏散了附近的居民。
639-642年，穆斯林入侵并征服了埃及，其统帅正是在雅尔穆克指挥穆斯林右翼的阿慕尔。

## 评价
拜占庭军队指挥官让大军在敌人选择的战场作战，不过这对拜占庭军并没有太多不利。而穆斯林指挥官哈立德清楚他要与数量占优的敌人抗衡，在战斗的前五天，他努力组织防御，充分利用了他有限的兵力。而在决定发动攻势时，他表现出来的想象力，远见卓识和勇气都是拜占庭指挥官所不可企及的，在兵力不足，且需要集中兵力进攻的时候，他仍以自信和远见，在进攻前一夜派出了一支骑兵去封锁他所预料的敌军撤退的道路。
哈立德在雅尔穆克战役中的出色指挥，使他被认为是历史上最优秀的将领之一，他了解骑兵的长处和短处，并在战役中灵活地使用他们。他的机动警卫骑兵移动迅速，总能出现在战斗的关键点，改变局势后又疾驰而去，迅速投入另一场关键战斗。
瓦汉和其他拜占庭指挥官没有拿出应对穆斯林骑兵的方法，也没能有效利用自己的数量优势。拜占庭骑兵在战斗中从未发挥重要作用，大部分时间，他们被留作预备队。即使在第四天取得决定性突破时，拜占庭指挥官也没有立即投入骑兵，这似乎表明他们缺乏决心，不过这也可能是内部矛盾导致军队指挥困难造成的。另外，拜占庭方面的阿拉伯辅助部队只是临时征集而来，而穆斯林军队则有许多老兵。
希拉克略最初的战略是以快速的部署行军将分散的穆斯林军队各个击破，但指挥官们没能做到。讽刺的是，哈立德在雅尔穆克的战场上以战术规模执行了希拉克略的战略：迅速部署调动他的部队，凭局部优势击败总数占优的拜占庭军队。拜占庭的瓦汉则没能发挥出他的数量优势，这可能也是因为地形阻碍了大规模的军队部署，但他也从未尝试以局部优势来取得关键突破。他在六天内五次进攻，但在主攻方向以外，其他部队基本保持静止。与之形成鲜明对比的是哈立德在第六天的进攻计划；他在决战中集中了所有的骑兵投入一场机动作战，以此大获全胜。
历史学家George F. Nafziger在他的《Islam at war》一书中这样描述雅尔穆克战役：
|  | 尽管在今天雅尔穆克战役鲜为人知，但实际上它是人类历史上最重要的战役之一……假如希拉克略的军队获胜，世界局势将会发生巨大的、难以预测的的变化。 |